# Adolf von Auersperg

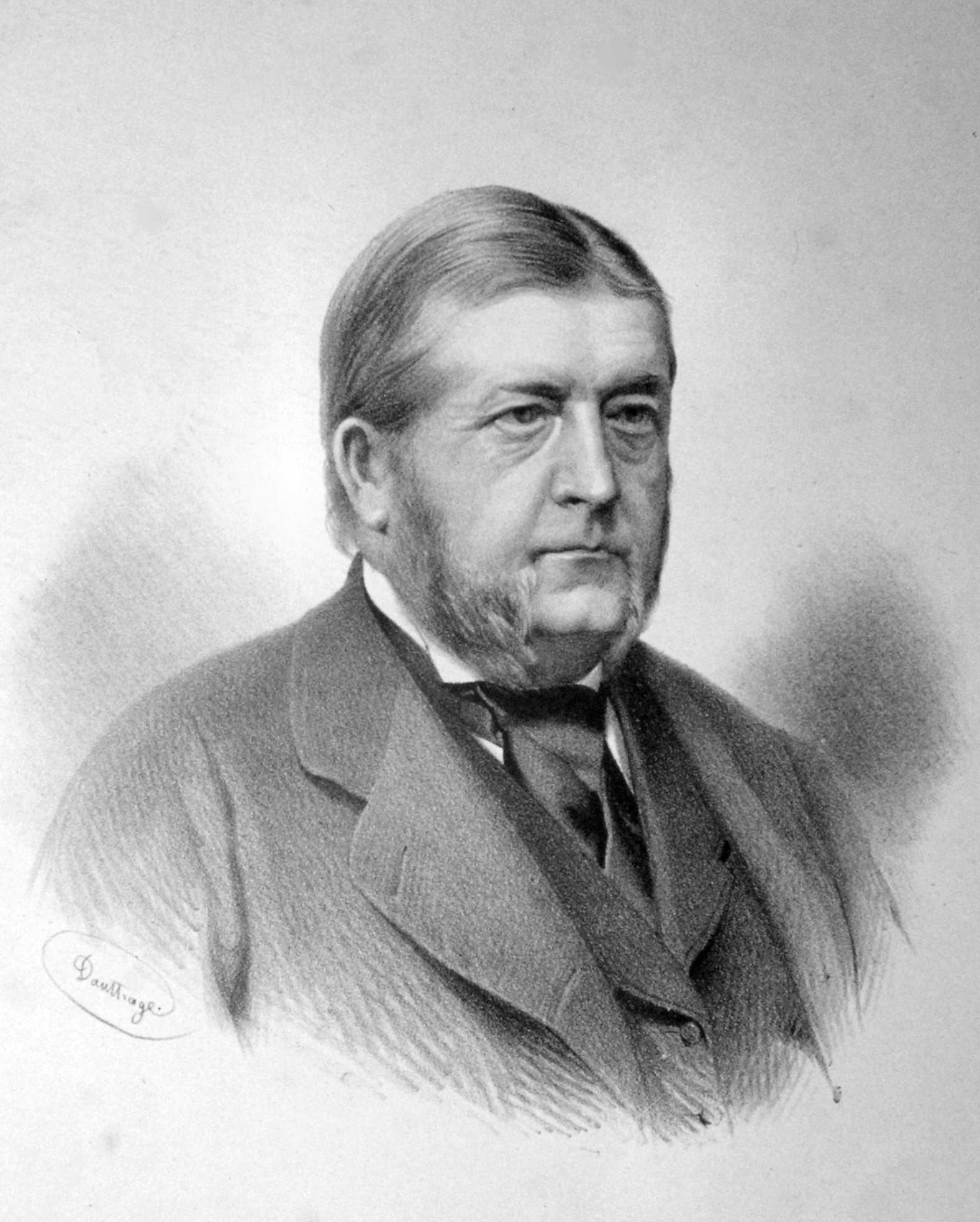
Adolf von Auersperg.

Adolf Wilhelm Carl Daniel von Auersperg, född den 21 juli 1821, död den 5 januari 1885, var en österrikisk furste och statsman. Han var bror till Karl von Auersperg.
von Auersperg tillhörde som sin bror det tysk-liberala partiet, obh blev efter ministären Hohenwarts fall österrikisk ministerpresident 1871, och genomförde som sådan 1878 års förlikning med Ungern. Han avgick i februari 1879, då hans parti undandrog honom sitt stöd, och han blev i stället rikskammarrättens president.